# Amtsgericht Lüdinghausen

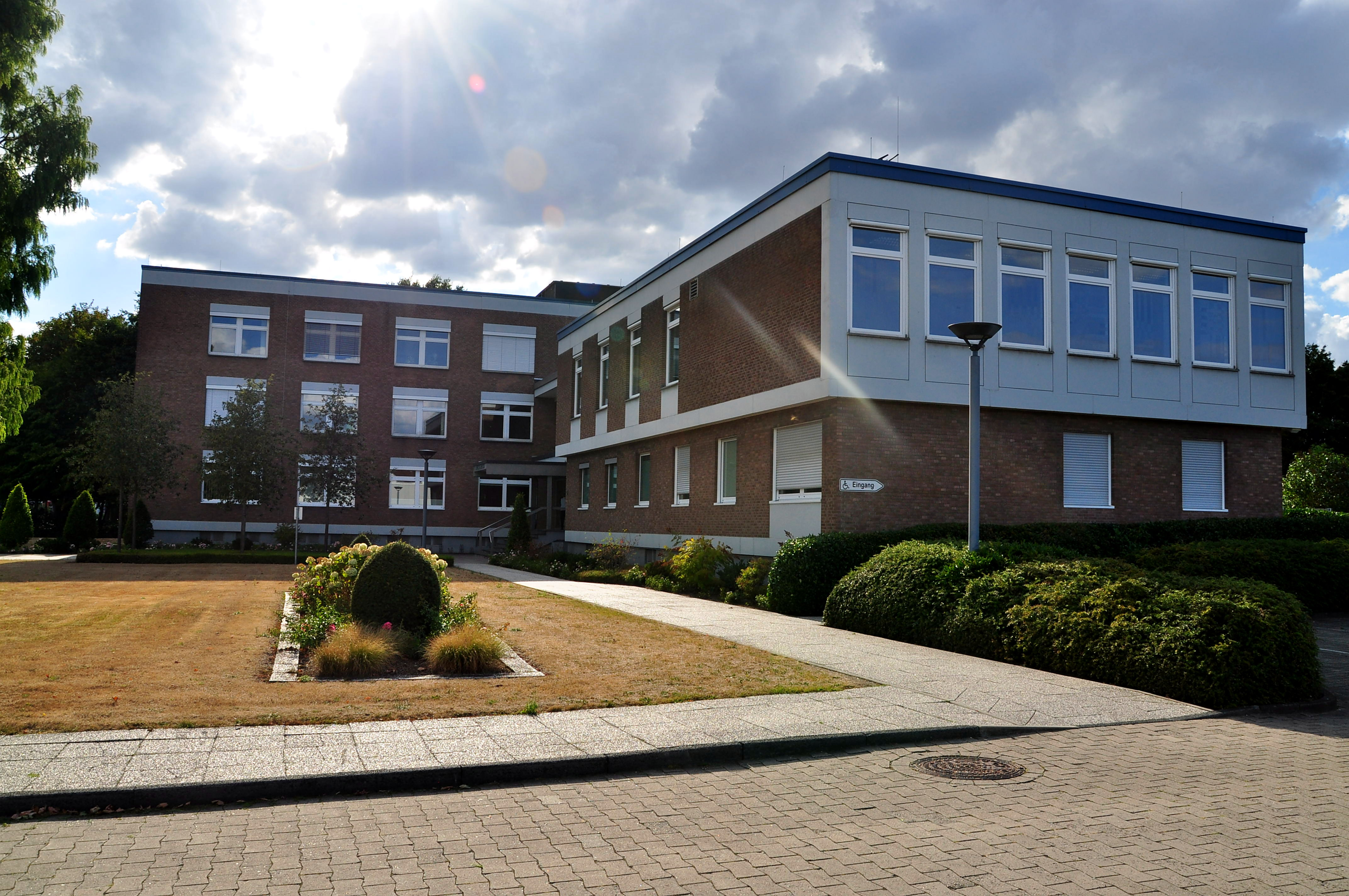
Amtsgericht in Lüdinghausen (2018)

Lüdinghausen ist Sitz des Amtsgerichts Lüdinghausen, das für die Gemeinden Ascheberg, Senden und Nordkirchen sowie für die Städte Lüdinghausen und Olfen im Kreis Coesfeld zuständig ist. In dem 460 km² großen Gerichtsbezirk leben rund 83.000 Menschen.

## Übergeordnete Gerichte
Das dem Amtsgericht Lüdinghausen übergeordnete Landgericht ist das Landgericht Münster, das wiederum dem Oberlandesgericht Hamm untersteht.

## Geschichte
In Dorsten bestand seit 1849 das Kreisgericht Lüdinghausen. Im Rahmen der Reichsjustizgesetze wurden 1879 reichsweit einheitlich Oberlandes-, Land- und Amtsgerichte gebildet. Das königlich preußische Amtsgericht Lüdinghausen wurde mit Wirkung zum 1. Oktober 1879 als eines von 22 Amtsgerichten im Bezirk des Landgerichtes Münster im Bezirk des Oberlandesgericht Hamm gebildet. Der Sitz des Gerichts war die Stadt Lüdinghausen. Sein Gerichtsbezirk umfasste den Kreis Lüdinghausen außer der Teilen, die den Amtsgerichten Münster und Werne zugeordnet waren. Am Gericht bestanden 1880 zwei Richterstellen. Das Amtsgericht war damit ein mittelgroßes Amtsgericht im Landgerichtsbezirk.

## Richter
- Friedrich Bangen GehJR (1879–1887)
- Zumfelde (1879–1884)
- Holthaus (1884/85)
- Brenken (1885–1896)
- Seibertz (1887–1899)
- Bangen GehJR (1896–1924)
- Graf von und zu Westerholt und Gysenberg (1899–1912)
- Kistemaker (1913–1918/21)
- Niesert (1921–1936)
- Heesing (1926/27)
- Julius Schmidt (1927–1946)
- Kiebeler (1936–1941)
- Jensen seit 1942
- Pösentrup (1946–1949)
- Hoinka seit 1950, seit 1953 OAR
- Fischer seit 1953[3]
- Carsten Krumm